# 857

## Hlavy státu
- Velkomoravská říše – Rostislav (846?–870)
- Papež – Benedikt III. (855–858)
- Anglie
  - Wessex a Kent – Ethelwulf
  - Mercie – Burgred
- Skotské království – Kenneth I.
- Východofranská říše – Ludvík II. Němec (843–876)
- Západofranská říše – Karel II. Holý (843–877)
- První bulharská říše – Boris I.
- Byzanc – Michael III. (842–867)
- Svatá říše římská – Ludvík II. Němec
- Abbásovský chalífát – al-Mutavakkil (847–861)
- Córdobský emirát – Muhammad I. (852–886)
- Lotharingie – Lothar II. Lotrinský (855 – 869)
- Italské království – Ludvík II. Italský (844 – 875)
- Říše Tchang – Süan-cung (846–859)